# Stazione di Kilcock
La stazione di Kilcock è una stazione ferroviaria che fornisce servizio a Kilcock, contea di Kildare, Irlanda. Attualmente la linea che vi passa è quella dei treni locali del Western Commuter.
La stazione fu aperta il 28 giugno 1847, ma venne chiusa il 1º luglio del 1848 poiché 
era stata posta su un punto in pendenza, cosicché i treni diretti nel verso in salita facevano molta fatica a partire. Questo punto si trova più ad est rispetto alla struttura attuale. Nel 1850, per ovviare la chiusura di questa stazione, ne fu posta un'altra nella zona occidentale della città, dove la strada N4 attraversa il canale e la ferrovia, ma venne chiusa nel 1963. La stazione attuale, che si trova sotto Shaw Bridge, aprì nel 1998.

## Servizi ferroviari
- Western Commuter

## Servizi
- Servizi igienici
- Biglietteria a sportello
- Biglietteria self-service
- Distribuzione automatica cibi e bevande